# Hansjön, Uppland
Hansjön är en sjö i Norrtälje kommun i Uppland och ingår i Skeboåns huvudavrinningsområde. Sjön har en area på 0,451 kvadratkilometer och ligger 17,3 meter över havet.

## Delavrinningsområde
Hansjön ingår i det delavrinningsområde (665363-165139) som SMHI kallar för Utloppet av Bysjön. Medelhöjden är 22 meter över havet och ytan är 25,23 kvadratkilometer. Räknas de 11 avrinningsområdena uppströms in blir den ackumulerade arean 249,2 kvadratkilometer. Avrinningsområdets utflöde Skeboån (Framån) mynnar i havet. Avrinningsområdet består mestadels av skog (87 procent). Avrinningsområdet har 1,78 kvadratkilometer vattenytor vilket ger det en sjöprocent på 4,3 procent.